# پوران زارع
پوران زارع (زاده ۱ آبان ۱۳۶۲ در مرودشت) بازیکن تیم ملی والیبال زنان ایران است. وی سابقه بازی در تیم نامی نو اصفهان و مقام سومی لیگ برتر ایران با این تیم را نیز دارد. وی در پست دفاع وسط بازی می‌کند.

## افتخارات ورزشی
لیگ برتر والیبال کشور:
- سومی: لیگ ۱۳۹۷ (نامی نو اصفهان)[۵][۶][۷]